# Награди „Оскар“ (74-та церемония)
Седемдесет и четвъртата церемония по връчване на филмовите награди „Оскар“ се провежда на 24 март 2002 година. На нея се връчват призове за най-добри постижения във филмовото изкуство за предходната 2001 година. За първи път, събитието се провежда в новоизградения Кодак Тиътър, който оттук насетене се превръща в постоянен дом на церемониите. Водещ на представлението е актрисата Упи Голдбърг.
Големият победител на вечерта е биографичната драма „Красив ум“, на режисьора Рон Хауърд, с 8 номинации за награда в различните категории, печелейки 4 от тях.
Сред останалите основни заглавия са първата част на фентъзи епоса „Властелинът на пръстените“ на Питър Джаксън, британската ретро мистерия „Госфорд парк“ на Робърт Олтмън, музикалният романс „Мулен Руж“ на Баз Лурман и криминалната драма „В спалнята“ на Тод Фийлд.
Хали Бери става първата актриса от афроамерикански произход спечелила „Оскар“ за главна женска роля.
На тазгодишната церемония, за първи път се връчва награда за пълнометражен анимационен филм, спечелена от фентъзи комедията Шрек.

## Филми с множество номинации и награди
| Долуизброените филми получават повече от 2 номинации в различните категории за настоящата церемония: - 13 номинации: Властелинът на пръстените: Задругата на пръстена - 8 номинации: Красив ум, Мулен Руж - 7 номинации: Госфорд парк - 5 номинации: В спалнята, Амели Пулен - 4 номинации: Блек Хоук, Таласъми ООД, Пърл Харбър - 3 номинации: Хари Потър и Философският камък, Айрис, | Долуизброените филми получават повече от 1 награда „Оскар“ на настоящата церемония: - 4 статуетки: Красив ум, Властелинът на пръстените: Задругата на пръстена - 2 статуетки: Мулен Руж, Блек Хоук |

## Номинации и награди
Долната таблица показва номинациите за наградите в основните категории. Победителите са изписани на първо място с удебелен шрифт.
| Най-добър филм | Най-добър режисьор |
| --- | --- |
| - Красив ум - Госфорд парк - В спалнята - Властелинът на пръстените - Мулен Руж | - Рон Хауърд – Красив ум - Робърт Олтмън – Госфорд парк - Питър Джаксън – Властелинът на пръстените - Дейвид Линч – Мълхоланд Драйв - Ридли Скот – Блек Хоук                                                                                              |
| Най-добра мъжка роля | Най-добра женска роля |
| - Дензъл Уошингтън – Тренировъчен ден - Ръсел Кроу – Красив ум - Шон Пен – Аз сам Сам - Уил Смит – Али - Том Уилкинсън – В спалнята | - Хали Бери – Балът на чудовищата - Джуди Денч – Айрис - Никол Кидман – Мулен Руж - Сиси Спейсик – В спалнята - Рене Зелуегър – Дневникът на Бриджит Джоунс                                                                                               |
| Най-добра поддържаща мъжка роля | Най-добра поддържаща женска роля |
| - Джим Броудбент – Айрис - Итън Хоук – Тренировъчен ден - Бен Кингсли – Секси чудовище - Иън Маккелън – Властелинът на пръстените - Джон Войт – Али                                                                                           | - Дженифър Конъли – Красив ум - Хелън Мирън – Госфорд парк - Маги Смит – Госфорд парк - Мариса Томей – В спалнята - Кейт Уинслет – Айрис |
| Най-добър оригинален сценарий | Най-добър адаптиран сценарий |
| - Госфорд парк – Джулиън Фелоус - Невероятната съдба на Амели Пулен – Гийом Лоран и Жан-Пиер Жоне - Мементо – Кристофър Нолан и Джонатан Нолан - Балът на чудовищата – Мило Адика и Уил Рокос - Кланът Тененбаум – Уес Андерсън и Оуен Уилсън | - Красив ум – Акива Голдсман - Госфорд парк – Дениъл Клоус и Terry Zwigoff - В спалнята – Тод Фийлд и Робърт Фестингър - Властелинът на пръстените – Питър Джаксън, Фран Уолш и Филипа Бойенс - Шрек – Тод Елиът, Тери Росио, Джо Стилман и Роджър Шулман |
| Най-добра операторска работа | Най-добър чуждоезичен филм |
| - Властелинът на пръстените – Андрю Лесни - Невероятната съдба на Амели Пулен – Бруно Делбонел - Блек Хоук – Славомир Идзяк - Човекът, който не беше там – Роджър Дийкинс - Мулен Руж – Доналд Макалпайн                                      | - Ничия земя (Босна и Херцеговина) - Невероятната съдба на Амели Пулен (Франция) - Елинг (Норвегия) - Имало едно време в Индия (Индия) - Синът на булката (Аржентина)                                                                                     |

## Галерия
| Рон Хауърд „Оскар“ за режисура | Дензъл Уошингтън „Оскар“ за главна мъжка роля | Хали Бери „Оскар“ за главна женска роля | Джим Броудбент „Оскар“ за поддържаща мъжка роля | Дженифър Конъли „Оскар“ за поддържаща женска роля |
| ------------------------------ | --------------------------------------------- | --------------------------------------- | ----------------------------------------------- | ------------------------------------------------- |
|                                |                                               |                                         |                                                 |                                                   |